# Apelviken

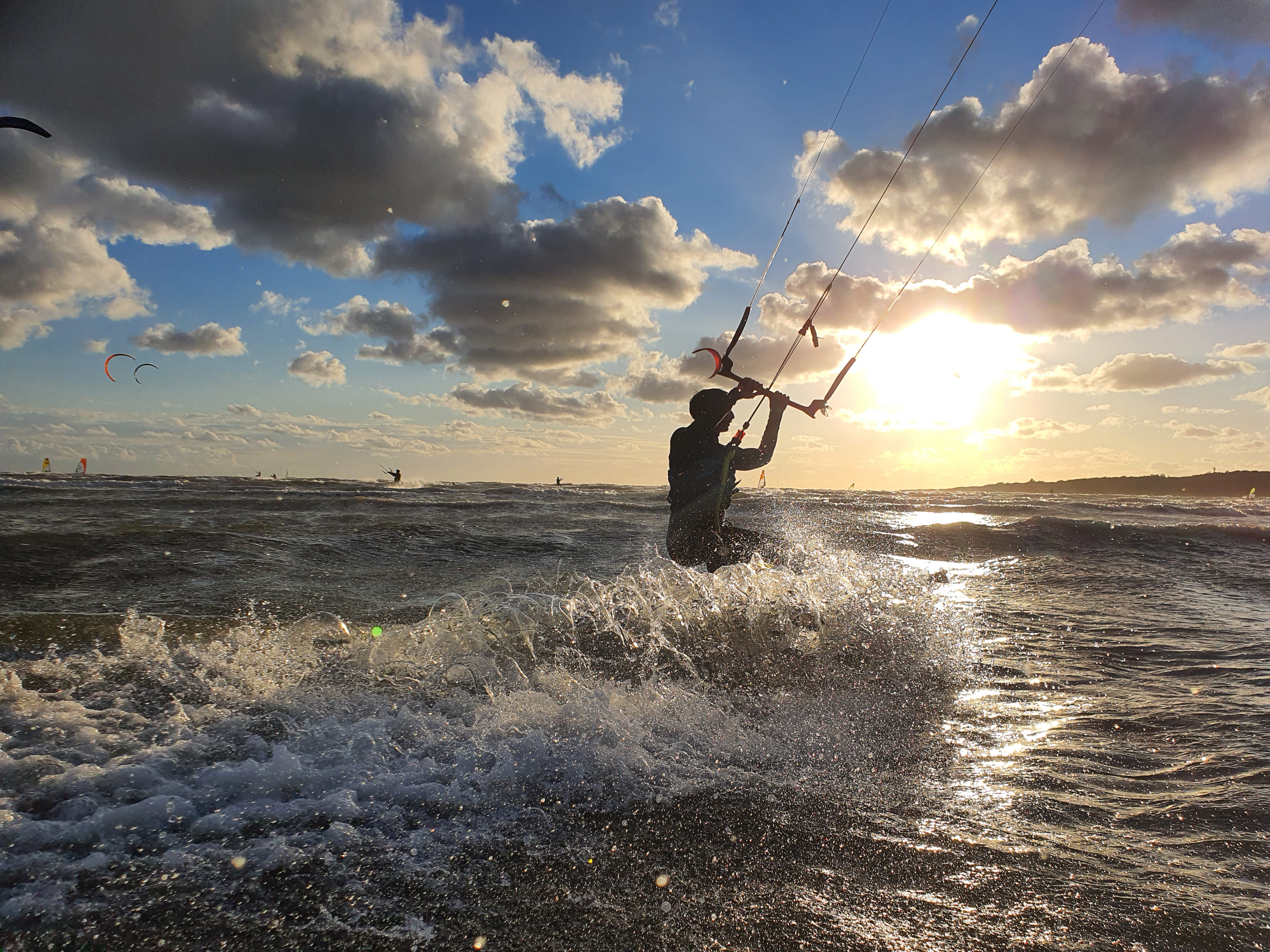
Apelviken är en populär destination för vattensporter

Karl Nordströms målning Granngårdarna (1894) med Apelviken i bakgrunden. Nordström tillhörde den s.k. Varbergsskolan. Målningen finns på Nationalmuseum.

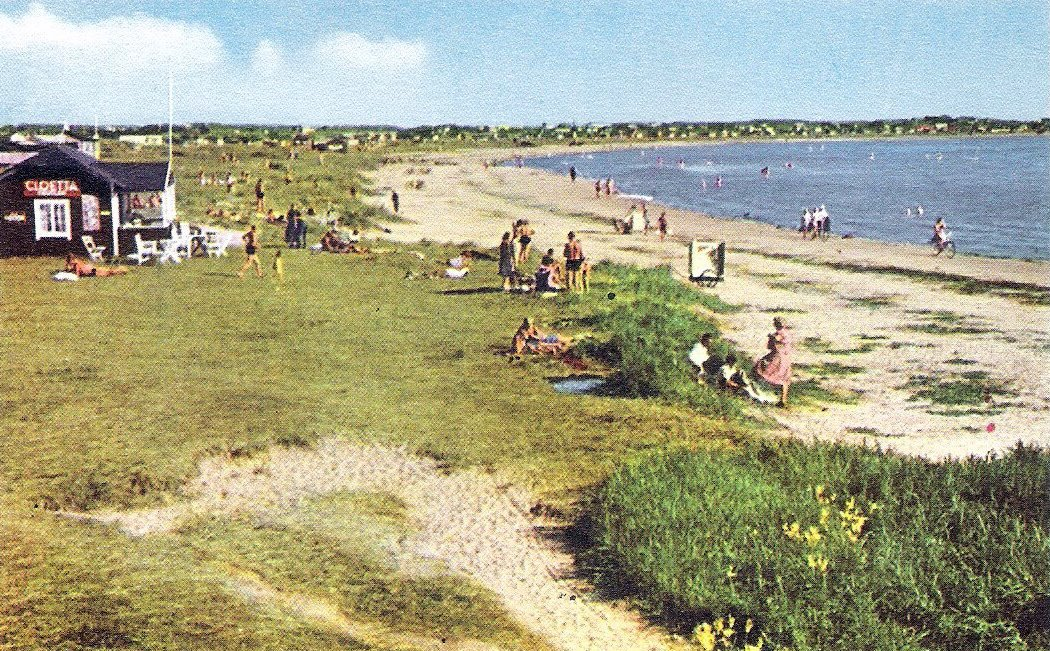
Vykort från Apelviken från 1960-talet.

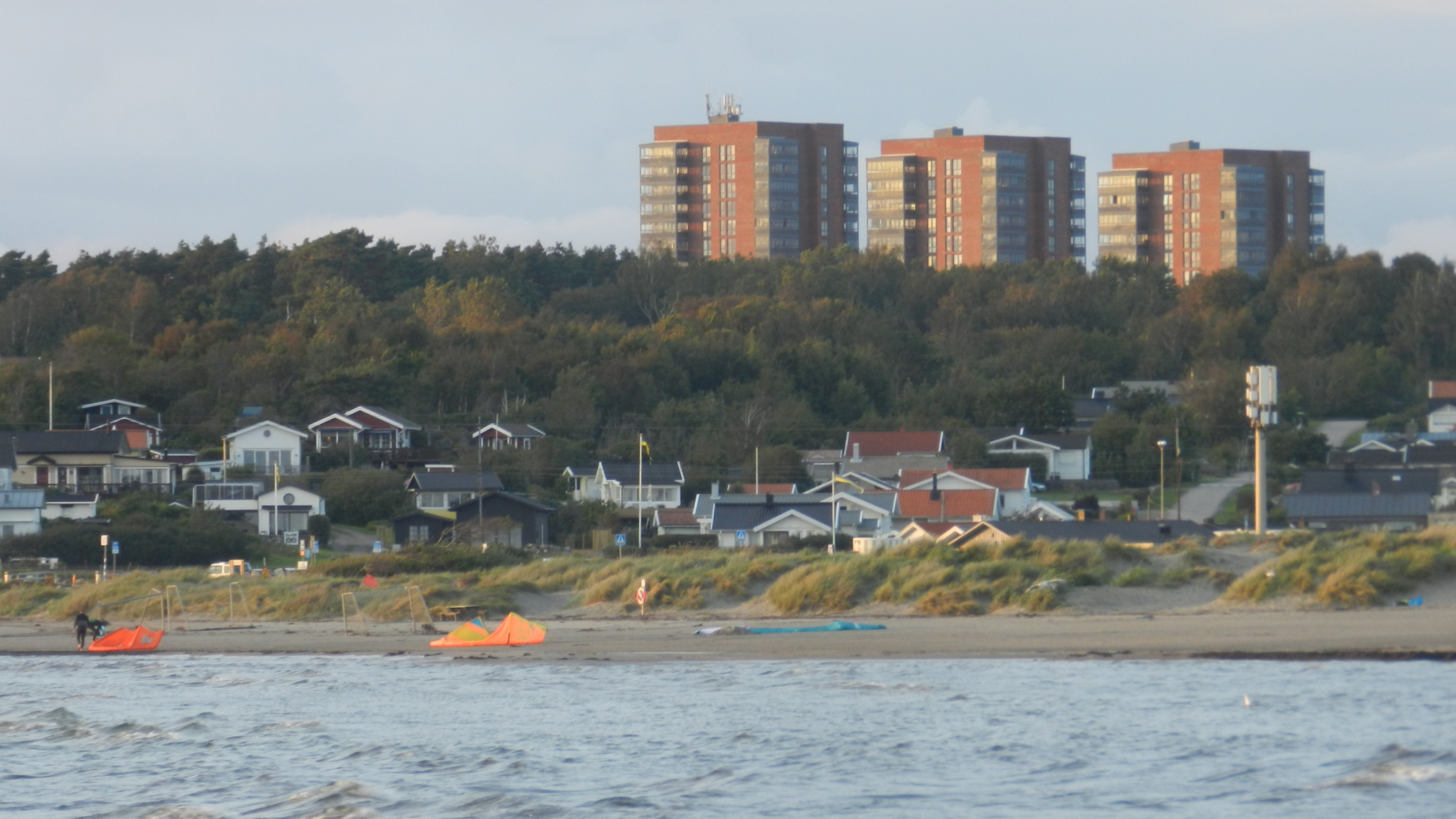
Apelviken, sett från södra delen (Vikhyddans badbrygga vid Södra Näs), augusti 2023.

Apelviken i centralorten Varberg, Varbergs kommun, Hallands län är ett av Hallands mest omtyckta badområden, sedan 1980-talet även utnyttjat för vindsurfing, som här sägs ha särskilt goda förutsättningar. 
Apelviken var tidigt "boråsarnas" badplats, här hyrde man stugor och byggde med tiden sina egna. Den långgrunda viken med sin mer än kilometerlånga sandstrand är särskilt lämpad för barnfamiljer. Det finns dock klippområden i vikens båda ändar, där undervattensströmmar kan dra med sig den badande till havs. Röd varningsflagga hissas när vindförhållandena så kräver.
Järnvägen Västkustbanan går genom området. Där finns ett par riskabla gångpassager och två signalstyrda korsningar. Planer finns på att lägga järnvägen i en tunnel under centralorten, alternativt lägga den öster om staden, vilket för Apelviksområdet skulle vara gynnsamt.
Längs stranden finns serveringar, kiosker och minigolfbanor och även en stor campingplats. 
Apelviken är det gängse namnet på hela området, men det finns på kartor en uppdelning i Stora och Lilla Apelviken, där den sistnämnda ligger norr om Subbehalvön vid Varbergs strandpromenads södra del. I söder gränsar Apelviken till Södra Näs och kan till fots eller per cykel nås därifrån.